# El Pensil
El Pensil är en ort i Mexiko.   Den ligger i kommunen Ocampo och delstaten Tamaulipas, i den centrala delen av landet, 400 km norr om huvudstaden Mexico City. El Pensil ligger 362 meter över havet och antalet invånare är 801.
Terrängen runt El Pensil är kuperad åt sydväst, men åt nordost är den platt. Runt El Pensil är det glesbefolkat, med 9 invånare per kvadratkilometer. Närmaste större samhälle är Ocampo, 17,0 km norr om El Pensil. I omgivningarna runt El Pensil växer huvudsakligen savannskog.